# Виница (Чрномељ)
Виница (словен. Vinica) је насељено место у општини Чрномељ, регија Југоисточна Словенија, Словенија.

## Историја
До територијалне реорганизације у Словенији била је у саставу старе општине Чрномељ.

## Становништво
У попису становништва из 2011. године, Виница је имала 241 становника.
| Број становника према пописима | Број становника према пописима | Број становника према пописима |
| ------------------------------ | ------------------------------ | ------------------------------ |
| 1991                           | 2002                           | 2011                           |
| 224                            | 210                            | 241                            |

Напомена: Године 2017. извршена је мања размена територија између насеља Подкланец и Виница.

## Галерија
- замак
- замак, детаљ